# Csíky Csaba
Csíky Csaba (Kassa, 1944. október 26. –) zeneszerző, orgonaművész, karnagy, egyetemi oktató.

## Életútja
Csíky László Antal és Kalas Ilona házasságából született. Atyja zeneszerző, orgonaművész, karnagy volt. Csíky Csaba felsőfokú tanulmányokat a marosvásárhelyi  Pedagógiai Főiskolán (1965), majd a kolozsvári Gheorghe Dima Zeneakadémián végzett (1972). Orgona tanulmányait Benedek Kálmán orgonaművész irányította.1965-től tanított a máramarosszigeti Zeneiskolában, 1970–1992 között a sepsiszentgyörgyi Állami Magyar Színház zenei vezetőjeként működött.
1992-től karnagy és orgonista lett a marosvásárhelyi Vártemplomban,1994-ben felkérték a Vártemplom Musica Humana női kamarakórusának vezetésére. 1998 és 2002 között a Nemzeti Színház magyar tagozatának zenei vezetője volt.
Közben sikerrel felvételizett a Gh. Dima zeneakadémia doktorátusi képzésére, és 2005-ben megvédte az Orgonaépítészet a mai Románia területén a XIX. században : Kolonics István (1826–1892) című doktori disszertációját. 2002-től a Művészeti Egyetem adjunktusa, zenei ismereteket, éneket tanított, majd 2005-től az egyetem zenetanári tagozatán előadótanár, oktatott témakörei: ellenpont, kamarazene és zeneesztétika. 2000-től a marosvásárhelyi Kántor-Tanitóképző Főiskola ( a Károli Gáspár Református Egyetem kihelyezett tagozata) zenei tanszékvezetője. Oktatott témakörei: karvezetés, orgona.
Zeneszerzői munkássága a színpadi zene, filmzene, kórusművek és kísérőzene területén bontakozott ki. Orgonaművészként a hazai szereplések mellett hangversenyeket adott Svájcban, Olaszországban, Liechtensteinben, Ausztriában, Csehországban, Szlovákiában, Spanyolországban, Lengyelországban és Magyarországon.
A Vártemplom Musica Humana női kamarakórussal 1999-ben Rómában Palestrina-fesztiváldíjat nyert, majd 2008-ban ezüstdiplomát a bécsi Franz Schubert kórusfesztiválon, 2011-ben a Riva del Garda-n különdiplomát, 2014-ben Vrnjacka Banjan (Szerbia) Díszoklevelet és ezüstdiplomát nyert, 2016 októberben kórusával részt vett a Toszkánai Nemzetközi Kórusfesztiválon, 2017 november 30- december 2 között a Budapesten rendezett 17. Adventi Nemzetközi Kórusfesztiválon, 2018 október 18-21 között a Krakkó-i Nemzetközi Kórusfesztiválon (MWS), 2019 november 10-14 Prágában  az "ON STAGE in Prague" Nemzetközi Kórusfesztiválon. Zenei témájú írásait, kritikáit, esszéit erdélyi lapokban közli. Ezek egy része könyv formájában Opus 100 címen jelent meg. A Seprődi János Kórusszövetség szakmai és hírközlő folyóiratát Erdélyi Kórus, majd Kórus a Kárpát-medencében címmel szerkeszti 1997 óta.
Társszerzője a Szabó Csaba erdélyi zeneszerző életéről és munkásságáról kiadott emlékkönyvnek, mely Üvegszilánkok között címmel jelent meg Budapesten, 2013-ban a Cellissimo kiadónál.

## Kutatási területe
Kolonics István erdélyi orgonaépítő munkásságának feltérképezése.
A doktori disszertáció internetes elérésének lehetősége: link: s.go.ro/kolonics
https://web.archive.org/web/20160304095214/https://storage.rcs-rds.ro/content/links/1c8eef53-badc-4876-99ed-d5a5aac0449e/files/get/Kolonics.pdf?path=

## Családja
Felesége Balázs Éva színésznő, házasságukból Csengele nevű leányuk született, ő is színésznőnek tanult.

## Kísérőzenéiből
- Káin és Ábel, Szúzai menyegző, Ugató madár (Sütő András)
- Véres farsang (Veress Dániel)
- Hamlet, Szentivánéji álom (William Shakespeare|Shakespeare);
- Az ördög cimborája (Shaw);
- Különc (Illyés Gyula);
- Bánk Bán (Katona József, Illyés Gyula átigazítása);
- Boszorkány (Móricz Zsigmond);
- Az öreg hölgy látogatása (Friedrich Dürrenmatt);
- Az ifjúság édes madara (Tennessee Williams);
- Éjszaka az országúton (Manea Mănescu);
- Fekete macska (Asztalos István);
- Vitéz lélek, Boldog nyárfalevél (Tamási Áron).
- Börtönnapló (Fedák Sári naplója), előadóest.
- Apáink arcán (Farkas Árpád versei) előadóest.
- Anyám, anyám, édesanyám (székely népballadák) előadóest.
- Hugenották (Székely János)
- Erdélyi novellafüzér (filmzene)
- Kannibál idő (filmzene)

## Zenés játékok
- Kéz kezet mos (Goethe);
- Fordított világ (Marton Lili);
- A fátyol titkai (Vörösmarty)
- Apellész (Szemlér Ferenc);
- Többsincs királyfi (Benedek Elek).
- Szentivánéji álom (Shakespeare)
- Ludas Matyi (Fazekas Mihály)(bábszínházi előadás)
- Bajor - est (Nemes Levente előadóestje)
- Gomolyka és Huncitusz varázsló (Kovács István) (bábszínházi előadás, ősbemutató 2011. május 10., Művészeti Egyetem, Bábstúdió)

Balázs Éva hanglemezen is kiadott előadó estjeinek zenéjét Csíky Csaba szerezte: Apáink arcán (Farkas Árpád); Anyám, anyám, édesanyám (székely népballadák).

## Társasági tagság
- Európai Protestáns Szabadegyetem;
- Szabó Csaba Nemzetközi Társaság
- Seprődi János Kórusszövetség
- Magyar Egyházzene
- Doktorok Kollégiuma
- Romániai Hangszeres Szólisták (UCIMR)
- Romániai Magyar Dalosszövetség

## Díjak, elismerések
- Országos 1. hely (táncjáték, 1976);
- Zeneszerzői díj (1985);
- Soros ösztöndíj, Orgona mesterkurzus (Győr, 1996).
- A III. Református Világtalálkozó aranyérme és oklevele (1996)
- Hódmezővásárhely tiszteletbeli polgára (2005)
- Kodály Zoltán emlékdíj (2007).
- Márkos Albert díj (2009).
- Kiváló Oktatói Érdemoklevél (2011).
- Díszoklevél. (2014) Szerbia. Vrnjacka Banja, Kórusfesztivál, INTERKULTUR
- EMKE Értékteremtő díj (1921)